# Jupoata paraensis
Jupoata paraensis é uma espécie de besouro longicórnio da família Cerambycidae. Foi descrita cientificamente por Martins & Monné em 2002.

## Distribuição
Esta espécie é endêmica do Brasil, sendo encontrada no estado do Pará.

## Características
J. paraensis apresenta as características típicas dos cerambicídeos, com antenas longas e corpo alongado. O comprimento do corpo varia entre 25-30 mm.